# تيموثي جيبس
تيموثي جيبس (بالإنجليزية: Timothy Gibbs) هو كاتب سيناريو ومخرج وممثل أمريكي، ولد في 17 أبريل 1967 في الولايات المتحدة.

## أعمال

### أفلام
- (2011) 11-11-11

### مسلسلات
- عالم آخر

## وصلات خارجية
- تيموثي جيبس على موقع IMDb (الإنجليزية)
- تيموثي جيبس على موقع ألو سيني (الفرنسية)
- تيموثي جيبس على موقع أول موفي (الإنجليزية)
- تيموثي جيبس على موقع قاعدة بيانات الأفلام السويدية (السويدية)
- تيموثي جيبس على موقع قاعدة بيانات الفيلم (الإنجليزية)
- تيموثي جيبس على موقع كينوبويسك (الروسية)